# Verdensudstillingen 1888
1888 var årtiets store udstillingsår. Der var internationale udstillinger i Barcelona, Bruxelles, Glasgow, København, Lissabon, og Melbourne. Heraf er dog kun udstillingen i Barcelona anerkendt som en verdensudstilling. Det er således en behagelig erindringsforskydning i den kollektive hukommelse, når vores egen udstilling huskes som en verdensudstilling. 
Det lidt tunge officielle navn Den Nordiske Industri-, Landbrugs- og Kunstudstilling i Kjøbenhavn 1888 har formentlig en del af skylden for fejlopfattelse. Men titlens grænseoverskridende element refererer altså kun til en regional dimension. Den officielle forkortelse var, og er, 'Den nordiske udstilling i 1888.' Men selvfølgelig kan man også bruge 'Den nordiske udstilling' eller 'Udstillingen i 1888.' 
I øvrigt kaldes begivenheden nogle gange 'Den STORE nordiske udstilling' hvilket vel er en sammenblanding med erindringen om de 'Store Nordiske' selskaber.